# بهاولنگر، پاکستان
بهاولنگر (به اردو: بہاولنگر) شهری در ایالت پنجاب (پاکستان) کشور پاکستان است که در سرشماری سال ۲۰۰۶ میلادی، ۱۲۸٫۹۲۷ نفر جمعیت داشته است.